# Ricki and the Flash
Ricki and the Flash (Ricki, en España) es una comedia dramática estadounidense de 2015, dirigida por Jonathan Demme y escrita por Diablo Cody, sobre una mujer que deja a su familia para convertirse en una estrella de rock, y que más tarde tiene la oportunidad de hacer las paces. El rodaje comenzó el 13 de octubre de 2014 en Rye, Nueva York. Financiada por TriStar Pictures, la película se estrenó el 7 de agosto de 2015.
En el tráiler destaca el sencillo de la banda estadounidense OneRepublic, además de las canciones originales interpretadas por el elenco.
Fue la primera vez que actuaron juntas en un mismo proyecto, Meryl Streep y Mamie Gummer (madre e hija, respectivamente).

## Reparto
- Meryl Streep como Ricki Rendazzo/Linda.
- Kevin Kline como Pete.
- Mamie Gummer como Julie.
- Audra McDonald como Maureen.
- Sebastian Stan como Joshua.
- Nick Westrate como Adam.
- Rick Springfield como Greg.
- Ben Platt como Daniel.
- Charlotte Rae como Oma.
- Rick Rosas como Buster.
- Gabriel Ebert como Max.
- Carmen Carrera como la estilista principal de Ricki.